# Artère tarsienne médiale
Les artères tarsiennes médiales (ou artères sus-tarsiennes internes) sont une, deux ou trois artères du membre inférieur situées dans le pied.

## Origine
Les artères tarsiennes médiales sont des branches médiales de l'artère dorsale du pied.

## Trajet
Les artères tarsiennes médiales se ramifient sur le bord médial du pied et rejoignent le réseau malléolaire médial.